# Schweizer Badmintonmeisterschaft 2008
Die Schweizer Badmintonmeisterschaft 2008 fand vom 31. Januar bis zum 3. Februar 2008 in La Chaux-de-Fonds statt. Ausrichter war der BC La Chaux-de-Fonds. 

## Finalergebnisse
| Disziplin    | Sieger                             | Finalist                        | Ergebnis          |
| ------------ | ---------------------------------- | ------------------------------- | ----------------- |
| Herreneinzel | Olivier Andrey                     | Christian Bösiger               | 21:11 21:23 22:20 |
| Dameneinzel  | Monika Fischer                     | Sabrina Jaquet                  | 14:21 21:19 21:17 |
| Herrendoppel | Roman Kunz Simon Enkerli           | Michael Andrey Olivier Andrey   | 19:21 21:18 21:18 |
| Damendoppel  | Sabrina Jaquet Corinne Jörg        | Silvia Albrecht Claudia Fischer | 21:16 21:18       |
| Mixed        | Anthony Dumartheray Sabrina Jaquet | Fabrice Césari Corinne Jörg     | 21:15 21:15       |